# Prišel bo dan
Prišel bo dan (dansko: Der kommer en dag) je danski film iz leta 2016. Režiral ga je Jesper W. Nielsen. Na nagradah Robert 2017 je prejel šest nagrad.

## Igralci
- Lars Mikkelsen - Forstander Frederik He
- Sofie Gråbøl - Lærer Lilian
- Harald Kaiser Hermann - Elmer
- Albert Rudbeck Lindhardt - Erik
- Laurids Skovgaard Andersen - Tøger
- Lars Ranthe - Overlærer Toft Lassen
- Søren Sætter-Lassen - Lærer Aksel
- David Dencik - Inspektør Hartmann
- Sonja Richter - Moren
- Solbjørg Højfeldt - Fru Oskarson
- Lucas Helt Mortensen - Røde
- Oskar Damsgaard - Topper